# Буссе Крістап Юргенович
Крістап Юргенович Буссе (нар. 1891, Гофцумбергська волость Добленського повіту Курляндської губернії, тепер Латвія — покінчив життя самогубством 11 грудня 1937, Харківська в'язниця НКВС) — радянський діяч, голова Нижньогородської губернської контрольної комісії РКП(б), голова Івановської Промислової обласної контрольної комісії ВКП(б), член ВЦВК. Член Центральної контрольної комісії ВКП(б) у 1924—1934 роках.

## Біографія
Народився в бідній родині сільськогосподарського робітника. Навчався три зими в церковнопарафіяльному училищі і три зими у волосному училищі. З дев'ятирічного віку працював пастухом. У 1907 році переїхав до міста Риги, де рік був хлопчиком у крамницях. З 1908 року працював у коваля Штейнбаха в садибі Тикужас Аергофської волості Добленського повіту Курляндської губернії.
Член РСДРП(б) з 1908 року.
З осені 1910 по літо 1912 року працював у майстерні Вейнберга та на заводі Крамера в місті Мітаві, входив до Мітавського комітету РСДРП. З 1912 по січень 1915 року працював робітників заводів і майстерень «Фенікс», «Фенія», «Шпільберг», «Беккер і сини», «Молот» у місті Ризі. Вів активну революційну діяльність, обирався членом Олександрівського IV районного комітету РСДРП(б) міста Риги. У 1913 році заарештований, але невдовзі звільнений, після чого проживав за чужим паспортом на прізвище Штейнард.
18 січня 1915 року заарештований, рік сидів у в'язниці. Засуджений Військово-окружним судом Петрограда до 4 років каторги, які відбував у в'язниці «Хрести». У березні 1917 року амністований.
У лютому 1917 року деякий час був міліціонером на Василівському острові Петрограда. Потім переїхав до Риги, де прожив три місяці. Літом 1917 року переїхав до Нижнього Новгорода, працював робітником заводу «Фельзер» («Красная Этна»).
У 1917 році — командир загону Червоної гвардії району Канавіно міста Нижнього Новгорода, член Канавінського районного комітету РСДРП(б). Брав участь у встановленні радянської влади в місті Нижньому Новгороді. У січні 1918 року — помічник Нижньогородського губернського начальника Червоної гвардії.
З 1918 року — начальник бойового летючого загону ЧК, завідувач відділу сховищ, завідувач господарства, начальник секретно-оперативної частини, член колегії Нижньогородської губернської надзвичайної комісії (губЧК).
З кінця 1919 по 1920 рік служив у Червоній армії, був політичним керівником і військовим комісаром, співробітником особливого відділу Західного фронту РСЧА.
З кінця 1920 року — робітник заводу, в робітничо-селянській інспекції, партійний слідчий Нижньогородської губернської контрольної комісії РКП(б).
У 1923—1924 роках — заступник голови, з 1924 по 11 травня 1928 року — голова Нижньогородської губернської контрольної комісії РКП(б).
У 1928—1930 роках — слухач курсів марксизму при Комуністичній академії в Москві.
У червні 1930 — після 1932 року — голова Івановської Промислової обласної контрольної комісії ВКП(б); секретар Івановського Промислового обласного комітету ВКП(б).
Потім — секретар партійного комітету Південної залізниці в місті Харкові.
До 1937 року — член партійної колегії при уповноваженому Комісії партійного контролю при ЦК ВКП(б) по Харківській області.
У 1937 році — директор машинобудівного заводу «Червоний Жовтень» у місті Харкові.
8 грудня 1937 року заарештований органами НКВС. Покінчив життя самогубством під час допиту 11 грудня 1937 року.
1 грудня 1956 року посмертно реабілітований.